# Lista de cruzadores de batalha dos Estados Unidos

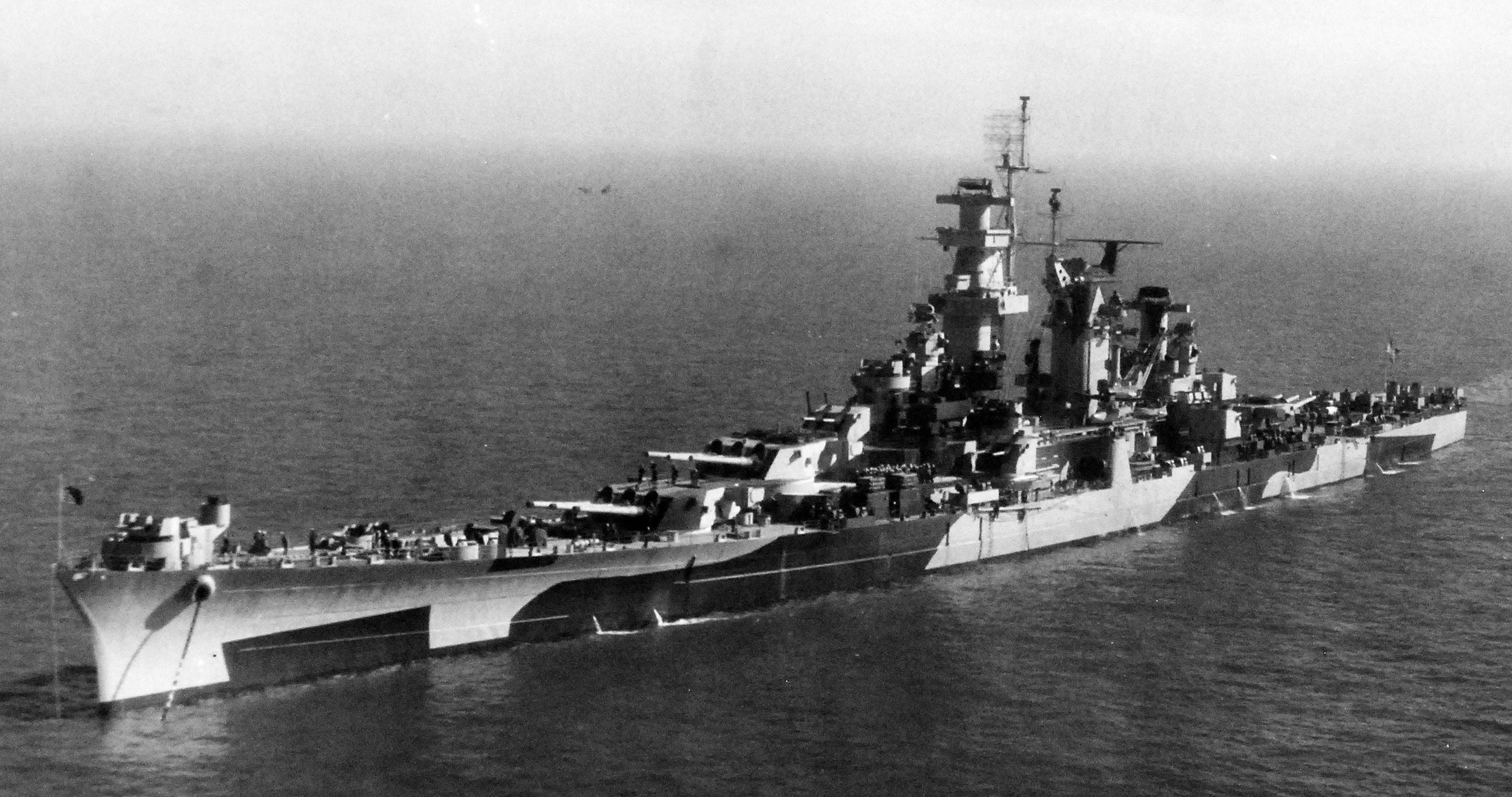
O USS Alaska em 1944, um de apenas dois cruzadores de batalha operados pelos Estados Unidos

A Marinha dos Estados Unidos planejou alguns cruzadores de batalha entre as décadas de 1910 e 1940. Os primeiros navios foram aqueles da Classe Lexington, encomendados em resposta à Classe Kongō da Marinha Imperial Japonesa. O início de suas construções foi adiado devido ao andamento da Primeira Guerra Mundial e nesse meio tempo seu projeto sofreu várias alterações. As obras começaram na década de 1920, mas foram rapidamente canceladas pela assinatura do Tratado Naval de Washington de 1922. Novos cruzadores de batalha só foram ser considerados novamente no final da década de 1930 em resposta à necessidade de cruzadores grandes para caçar outros cruzadores e relatos sobre os cruzadores de batalha japoneses do Projeto B-65, o que levou ao desenvolvimento da Classe Alaska.
Quatro dos seis navios incompletos da Classe Lexington foram desmontados, mas o USS Lexington e USS Saratoga foram convertidos em porta-aviões e entraram em serviço no final da década de 1920. Passaram o período entreguerras ajudando no desenvolvimento das doutrinas aéreas da Marinha dos Estados Unidos e lutaram em várias operações na Segunda Guerra Mundial, durante a qual o Lexington foi afundado em 1942 na Batalha do Mar de Coral. Apenas o USS Alaska e USS Guam da Classe Alaska foram finalizados e comissionados nos últimos meses da guerra, com os quatro restantes cancelados. Os dois tiveram um serviço ativo extremamente limitado e participaram apenas de operações da Campanha das Ilhas Vulcano e Ryūkyū em 1945. O Saratoga foi afundado depois do fim da guerra em 1946 durante os testes nucleares da Operação Crossroads, já o Alaska e o Guam foram descomissionados em 1947 e mantidos inativos na reserva até serem desmontados em 1961.
| Armas principais | Número e tamanho dos canhões da bateria principal         |
| Deslocamento     | Deslocamento do navio totalmente carregado                |
| Propulsão        | Número e tipo do sistema de propulsão e velocidade máxima |
| Batimento        | Data em que o batimento de quilha ocorreu                 |
| Lançamento       | Data em que o navio foi lançado ao mar                    |
| Comissionamento  | Data em que o navio foi comissionado em serviço           |
| Destino          | Fim que o navio teve                                      |

## ClasseLexington

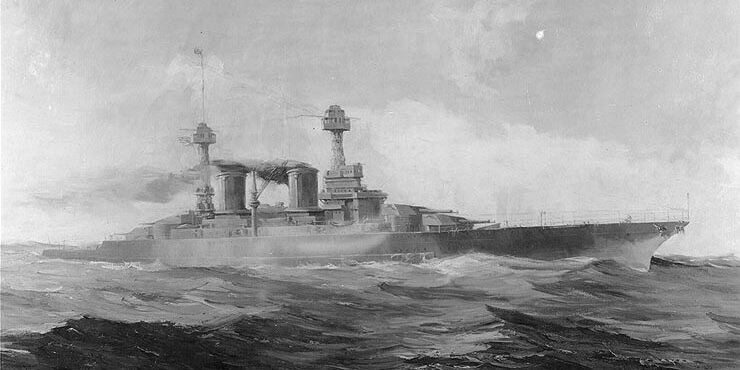
Ilustração da Classe Lexington

O desenvolvimento da Classe Lexington foi iniciado depois da Marinha Imperial Japonesa ter começado a construção no início da década de 1910 dos cruzadores de batalha da Classe Kongō, cuja velocidade máxima elevada seria muito superior aos couraçados norte-americanos. A versão inicial do projeto aprovada em 1916 era para navios armados com dez canhões de 356 milímetros. Entretanto, o início das obras foi adiado pelo andamento da Primeira Guerra Mundial. A Marinha Real Britânica compartilhou suas experiências depois dos Estados Unidos entrarem na guerra e o projeto foi alterado, passando a ser armado com oito canhões de 406 milímetros e tendo sua blindagem reforçada. As construções de seis embarcações finalmente começaram após o conflito entre 1920 e 1921.
Os Estados Unidos assinaram o Tratado Naval de Washington em 1922 e a Classe Lexington foi cancelada no ano seguinte, com o Constellation, Ranger, Constitution e United States sendo desmontados incompletos. Entretanto, o Lexington e o Saratoga estavam com a construção mais avançada e foram selecionados para serem convertidos em porta-aviões. Os dois entraram em serviço em 1927 e pela mais de década seguinte ajudaram a desenvolver as doutrinas aéreas da Marinha dos Estados Unidos. Eles participaram da Segunda Guerra Mundial a partir do final de 1941, com o Lexington sendo afundado por ataques aéreos japoneses em maio de 1942 durante a Batalha do Mar de Coral. O Saratoga deu suporte para várias operações durante a Campanha do Pacífico, sendo torpedeado duas vezes, mas sobrevivendo. Depois da guerra foi afundado em julho de 1946 como um dos alvos nos testes nucleares da Operação Crossroads.
| Navio             | Armas principais | Deslocamento | Propulsão                                   | Serviço          | Serviço         | Serviço          | Serviço                                      |
| Navio             | Armas principais | Deslocamento | Propulsão                                   | Batimento        | Lançamento      | Comissionamento  | Destino                                      |
| ----------------- | ---------------- | ------------ | ------------------------------------------- | ---------------- | --------------- | ---------------- | -------------------------------------------- |
| USS Lexington     | 8 × 406 mm       | 45 350 t     | 4 motores turbo-elétricos; 33 nós (61 km/h) | janeiro de 1921  | outubro de 1925 | dezembro de 1927 | Convertido em porta-aviões; afundado em 1942 |
| USS Constellation | 8 × 406 mm       | 45 350 t     | 4 motores turbo-elétricos; 33 nós (61 km/h) | agosto de 1920   | —               | —                | Cancelado em 1923                            |
| USS Saratoga      | 8 × 406 mm       | 45 350 t     | 4 motores turbo-elétricos; 33 nós (61 km/h) | setembro de 1920 | abril de 1925   | novembro de 1927 | Convertido em porta-aviões; afundado em 1946 |
| USS Ranger        | 8 × 406 mm       | 45 350 t     | 4 motores turbo-elétricos; 33 nós (61 km/h) | junho de 1921    | —               | —                | Cancelados em 1923                           |
| USS Constitution  | 8 × 406 mm       | 45 350 t     | 4 motores turbo-elétricos; 33 nós (61 km/h) | setembro de 1920 | —               | —                | Cancelados em 1923                           |
| USS United States | 8 × 406 mm       | 45 350 t     | 4 motores turbo-elétricos; 33 nós (61 km/h) | setembro de 1920 | —               | —                | Cancelados em 1923                           |

## ClasseAlaska

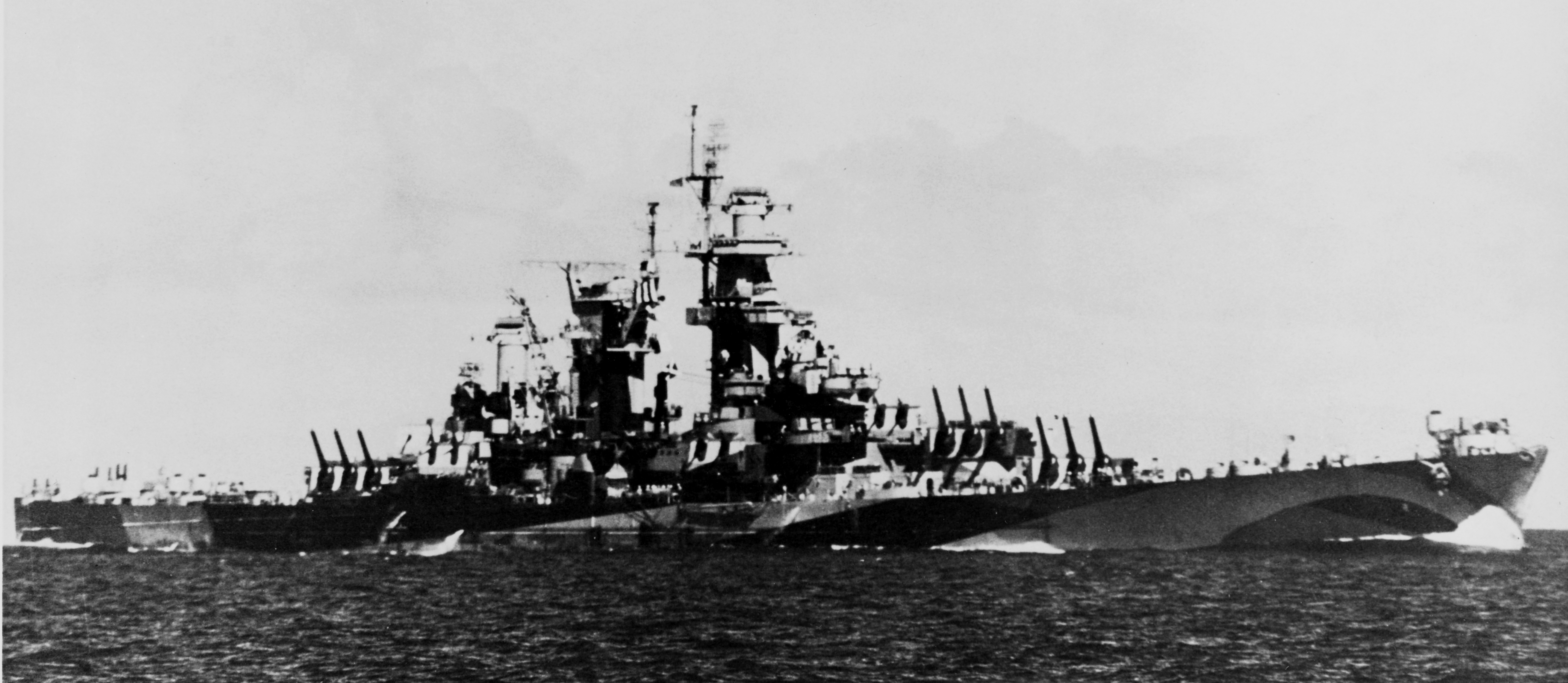
O USS Guam em novembro de 1944

A Classe Alaska começou a ser desenvolvida em 1938, quando os tratados de limitação navais começaram a ruir, primeiro a partir da ideia de um cruzador grande que poderia caçar e afundar outros cruzadores menores. Vários projetos foram considerados, mas nenhum autorizado até a Segunda Guerra Mundial começar em 1939 e relatos chegarem sobre o japonês Projeto B-65. Isto fez os projetistas acelerarem seus trabalhos e um projeto final ser finalizado em meados de 1941. Os navios foram oficialmente designados pela Marinha dos Estados Unidos como "cruzadores grandes", mas vários historiadores os consideram como cruzadores de batalha.
A construção dos três últimos navios da classe foi suspensa em 1942 antes mesmo de começarem, sendo cancelados no ano seguinte. A construção do Hawaii para paralisada em agosto de 1945 ao final da guerra e várias propostas para convertê-lo em algum outro tipo de navio foram levantadas pela década seguinte, mas nenhuma foi levada adiante e o navio foi desmontado em 1960. O Alaska e o Guam foram os únicos finalizados, mas entraram em serviço nos últimos meses da guerra e tiveram atuações extremamente limitadas, escoltando porta-aviões e realizando operações de bombardeios litorâneos durante a Campanha das Ilhas Vulcano e Ryūkyū. Ambos foram descomissionados em 1947 e mantidos inativos na reserva até serem desmontados em 1961.
| Navio           | Armas principais | Deslocamento | Propulsão                            | Serviço           | Serviço          | Serviço          | Serviço             |
| Navio           | Armas principais | Deslocamento | Propulsão                            | Batimento         | Lançamento       | Comissionamento  | Destino             |
| --------------- | ---------------- | ------------ | ------------------------------------ | ----------------- | ---------------- | ---------------- | ------------------- |
| USS Alaska      | 9 × 305 mm       | 34 800 t     | 4 turbinas a vapor; 33 nós (61 km/h) | dezembro de 1941  | agosto de 1943   | junho de 1944    | Desmontados em 1961 |
| USS Guam        | 9 × 305 mm       | 34 800 t     | 4 turbinas a vapor; 33 nós (61 km/h) | fevereiro de 1942 | novembro de 1943 | setembro de 1944 | Desmontados em 1961 |
| USS Hawaii      | 9 × 305 mm       | 34 800 t     | 4 turbinas a vapor; 33 nós (61 km/h) | dezembro de 1943  | novembro de 1945 | —                | Desmontado em 1960  |
| USS Philippines | 9 × 305 mm       | 34 800 t     | 4 turbinas a vapor; 33 nós (61 km/h) | —                 | —                | —                | Cancelados em 1943  |
| USS Puerto Rico | 9 × 305 mm       | 34 800 t     | 4 turbinas a vapor; 33 nós (61 km/h) | —                 | —                | —                | Cancelados em 1943  |
| USS Samoa       | 9 × 305 mm       | 34 800 t     | 4 turbinas a vapor; 33 nós (61 km/h) | —                 | —                | —                | Cancelados em 1943  |

### Citações
1. ↑  Friedman 1984, p. 62.
2. ↑  Hone 2011, pp. 14–28.
3. 1 2 3  Friedman 1985, p. 119.
4. ↑  Stern 1993, pp. 27–30.
5. 1 2   Referências das histórias dos navios pelo Dictionary of American Naval Fighting Ships:
  - «Lexington IV (CV-2)». Consultado em 11 de abril de 2024
  - «Saratoga V (CV-3)». Consultado em 11 de abril de 2024
6. 1 2 3  Hone 2011, p. 25.
7. ↑  Whitley 1996, pp. 276–277.
8. ↑  Garzke & Dulin 1976, p. 179.
9. ↑  Silverstone 1984, p. 433.
10. ↑  Friedman 1984, p. 301.
11. ↑  Whitley 1996, pp. 278–279.
12. 1 2   Referências das histórias dos navios pelo Dictionary of American Naval Fighting Ships:
  - «Alaska III (CB-1)». Consultado em 11 de abril de 2024
  - «Guam II (CB-2)». Consultado em 11 de abril de 2024
13. 1 2 3 4  Whitley 1996, p. 276.